# Oospila ciliaria
Oospila ciliaria är en fjärilsart som beskrevs av Jacob Hübner 1823. Oospila ciliaria ingår i släktet Oospila och familjen mätare. Inga underarter finns listade i Catalogue of Life.

## Bildgalleri

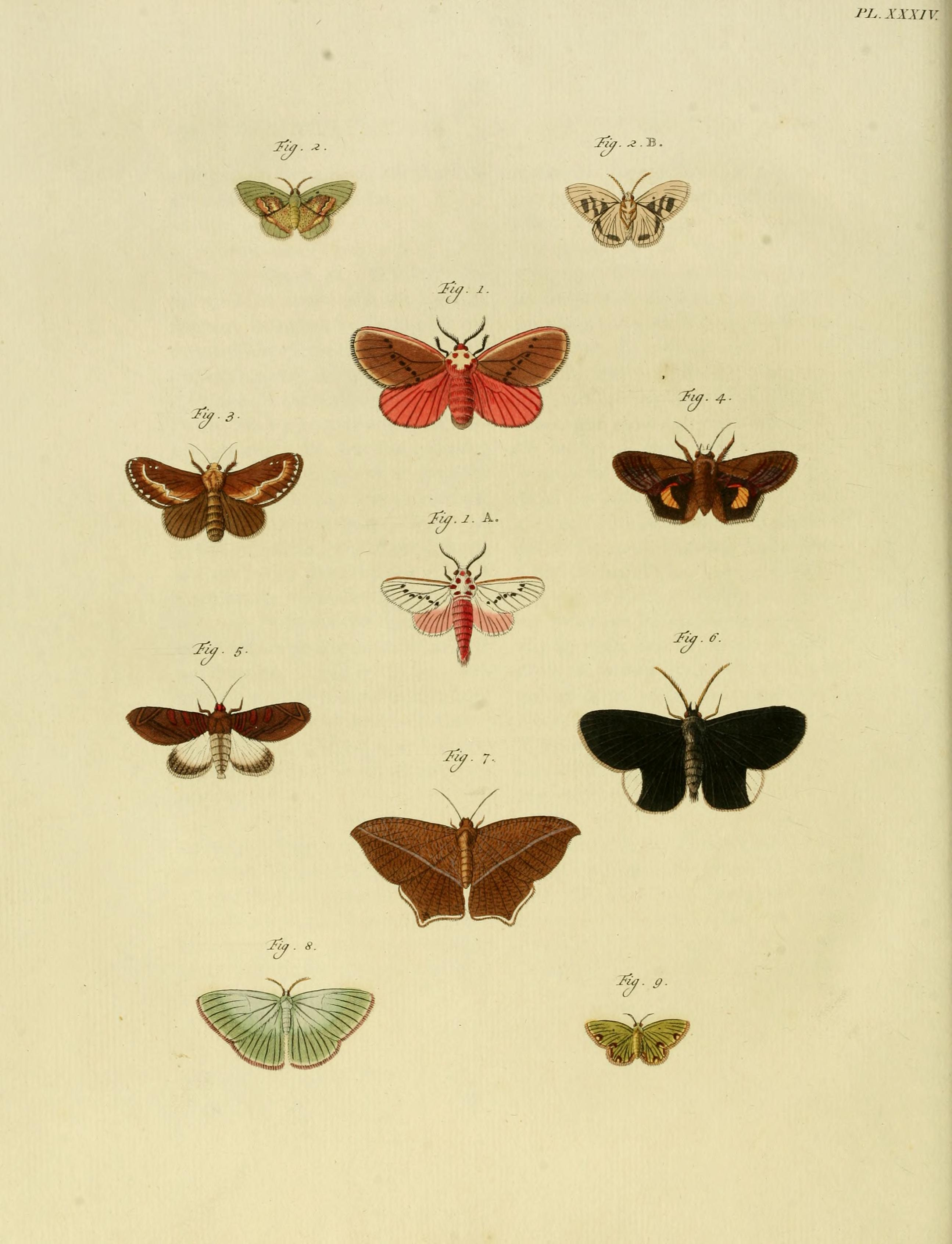